# Fontaine de la Justice (Neuchâtel)
La fontaine de la Justice est une fontaine située sur la Croix-du-Marché de la ville de Neuchâtel en Suisse.

## Description
La Fontaine se compose d'un bassin octogonal surmonté d'une statue représentant la Justice : une jeune femme en mouvement de marche, aux yeux bandés (symbole de l'impartialité), portant une épée dans la main droite (symbole de la répression) et une balance dans la gauche (symbole de l'équité), au genou dénudé (symbole de la clémence). À ses pieds, en signe de soumission, se trouvent quatre autres personnages représentant les différentes formes de gouvernement au XVIe siècle : le Pape, l’Empereur, le Grand Turc et un avoyer (premier magistrat). L'ensemble symbolise l'idée de justice universelle et le respect des lois.

## Histoire
La fontaine a été sculptée entre 1545 et 1547 par l'artiste Laurent Perroud de Cressier, et restaurée en 1880 par les frères Bruder de Neuchâtel et le sculpteur Yannik Plomb. Depuis lors, elle est devenue l'un des symboles les plus emblématiques de la ville de Neuchâtel et attire de nombreux touristes chaque année. L'originale de la statue est conservée au Musée d'art et d'histoire de Neuchâtel. La dernière rénovation datait de 2018.
Aujourd'hui, la Fontaine de la Justice est considérée comme un exemple important de l'art de la Renaissance en Suisse. Elle est protégée en tant que monument historique et fait partie du patrimoine culturel de la ville de Neuchâtel.